# Chamath Palihapitiya
Chamath Palihapitiya (Sri Lanka, 3 de septiembre de 1976) es un ingeniero y capitalista de riesgo canadiense-estadounidense de origen esrilanqués, fundador y CEO de Social Capital junto con su ex esposa Brigette Lau. Palihapitiya fue uno de los primeros ejecutivos senior de Facebook, habiendo formado parte de la compañía entre 2007 y 2011.

## Biografía
Aunque nació en Sri Lanka, a la edad de seis años su familia se trasladó a Canadá como refugiados. A lo largo de su infancia, el padre de Palihapitiya estuvo constantemente desempleado, mientras que su madre era ama de llaves y más tarde ayudante de enfermeras. Asistió al Lisgar Collegiate Institute mientras trabajaba a tiempo parcial en empresas como Burger King para ayudar a su familia. Se graduó a la edad de 17 años.
Tras graduarse de la Universidad de Waterloo en 1999 con un título en ingeniería eléctrica, Palihapitiya trabajó durante un año como comerciante de derivados en el banco de inversión BMO Nesbitt Burns. Se mudó a California para estar con su entonces novia, Brigette Lau, y posteriormente se casaron.  En 2018, Palihapitiya solicitó el divorcio. Palihapitiya vive actualmente en California con su novia Nathalie Dompe, una heredera y modelo farmacéutica italiana.

## Trabajos en el campo de la ingeniería y el software
Palihapitiya se unió a AOL, donde llegó a convertirse en el vicepresidente más joven de la compañía, dirigiendo su división de mensajería instantánea en 2004. En 2005, dejó AOL y se unió a Mayfield Fund; unos meses después dejó ese trabajo y se unió a Facebook, que entonces tenía poco más de un año. El trabajo de Palihapitiya en Facebook implicó intentar aumentar su base de usuarios.

## Trabajos como capitalista de riesgo
Palihapitiya realizó inversiones paralelas mientras aún trabajaba en Facebook, incluidas inversiones en Palantir, Pure Storage, Playdom (adquirido por The Walt Disney Company) y Bumptop (adquirido por Google).
En 2011, dejó Facebook y comenzó su propio fondo, The Social + Capital Partnership, en compañía de su esposa. En marzo de 2013, Palihapitiya confirmó que su fondo de riesgo había recaudado más de 275 millones de dólares en su segunda ronda de recaudación de fondos. La empresa cambió su nombre a Social Capital en 2015. Ese mismo año, el fondo tenía más de mil millones de dólares en activos totales.
Se ha destacado, de manera estratégica, enfocándose en tecnología en salud, servicios financieros y educación, así como en software como servicio. Social Capital comenzó a invertir en salud y educación cuando esos campos fueron desatendidos en gran medida por otros capitalistas de riesgo. En sus comienzos, el fondo fue elogiado por Peter Thiel, quien invirtió en él y expresó entusiasmo por el enfoque de Palihapitiya.
En octubre de 2015, Palihapitiya y Social Capital trabajaron con la publicación de la industria tecnológica The Information para publicar un informe sobre la diversidad en el capital de riesgo. El estudio encontró que el 92% de los equipos de inversión senior en empresas de riesgo de primer nivel son hombres y el 78% son blancos. Basado en el informe, Palihapitiya escribió un artículo de opinión pidiendo una "llamada de atención" entre las firmas de capital de riesgo que "recuperarían nuestro potencial y abrirían puertas" para "rodearnos de un conjunto más diverso de experiencias y ... priorizar un conjunto diverso de cosas".
En 2016 se convirtió en inversor del equipo de baloncesto de los Golden State Warriors, quien junto con sus socios, consiguieron reunir 450 millones de dólares para hacerse con el control de la franquicia.
A través del fondo, Palihapitiya ha invertido en varias empresas, incluidas Glooko, Inc, Yammer, SecondMarket, Slack, Box y Premise. En 2017 se convirtió en miembro de la junta directiva de Slack. Fue también en 2017, en el marco de una conferencia que estaba impartiendo en Stanford mostró públicamente su descontento por haber ayudado a Facebook a crecer y convertirse en la mayor red social del planeta: "Los lazos de retroalimentación a corto plazo impulsados por la dopamina que hemos creado están destruyendo la forma en que funciona la sociedad: no hay discurso civil, no hay cooperación, solo desinformación y falsedades, y no es un problema estadounidense".
El año 2018 vio una disminución en las operaciones del fondo Social Capital y un éxodo masivo de la alta dirección y los cofundadores.
En 2019, Palihapitiya renunció como miembro de la junta directiva de Slack.
En 2020, Palihapitiya ayudó a que Virgin Galactic fuera pública. Ese mismo año, a través de la plataforma Netflix se difundió el documental The social dilemma, en el que Palihapitiya es uno de los protagonistas que advierten del peligro del descontrol de las redes sociales.